# 華元
華元（？—？），子姓，华氏，名元，中国春秋時代宋国政治人物，担任右師。历事宋昭公、宋文公、宋共公、宋平公。父亲華御事，儿子华阅、華臣。

## 生平
華氏是宋戴公的后代，成为戴氏大族，华氏第2代華父督暗殺宋殤公，擁立宋庄公。
華督曾孫華氏第5代華元，在前611年左右担任右師（执政）。前607年、宋国被郑国攻打，華元、樂呂率軍迎撃。大棘之战決戰前夜，華元與全軍分羊肉，御者羊斟沒有分到羊肉。羊斟懷恨，翌日之戰，他駕駛華元的兵車投靠了鄭國，華元被俘，宋軍混乱，樂呂戰死。宋文公贈物到鄭國換回華元，華元回國，羊斟逃到魯國。
前595年，楚國申舟出使齊國經過宋国境内，没有向宋国提出通行申请，被華元俘獲。 華元以為這是楚國侮辱宋國，所以將申舟殺了。
不久，楚莊王包圍宋都商丘，長達七個月。宋國很多人餓死，"易子而食，析骸以炊"。楚人还在城外盖起了房舍，表示要久留。但宋人宁可死到净尽，不肯做耻辱的屈服。晉國一直不來救援。宋文公派華元議和。华元夜里私下去见楚国将帅子反，乘子反不备，挥着利刃逼迫他立誓，把楚军撤退三十里。子反报告给楚庄王。楚庄王因此而议和。
前589年，宋文公去世。
周簡王七年(前579年，魯成公十二年、晉厲公二年、宋共公十年、楚共王十二年），華元利用其私交关系，主持中原大国晋國、楚國在宋國结盟，约定此后弭兵息民，互通使节，平分霸权。即華元弭兵。這是華元生涯中的大功一件，後來華元的繼任右師向戌更是達成了長久的晋楚和議。